# Xyris albescens
Xyris albescens är en gräsväxtart som beskrevs av Julian Alfred Steyermark. Xyris albescens ingår i släktet Xyris och familjen Xyridaceae. Inga underarter finns listade i Catalogue of Life.